# Irlanda ai Giochi della XXI Olimpiade
L'Irlanda partecipò ai Giochi della XXI Olimpiade che si sono svolti a Montréal dal 17 luglio al 1º agosto 1976, con una delegazione di 44 atleti impegnati in 10 discipline per un totale di 34 competizioni. Il portabandiera alla cerimonia di apertura fu il canottiere Frank Moore.
Fu l'undicesima partecipazione di questo paese ai Giochi. Non fu conquistata nessuna medaglia.